# Frères Van Raemdonck

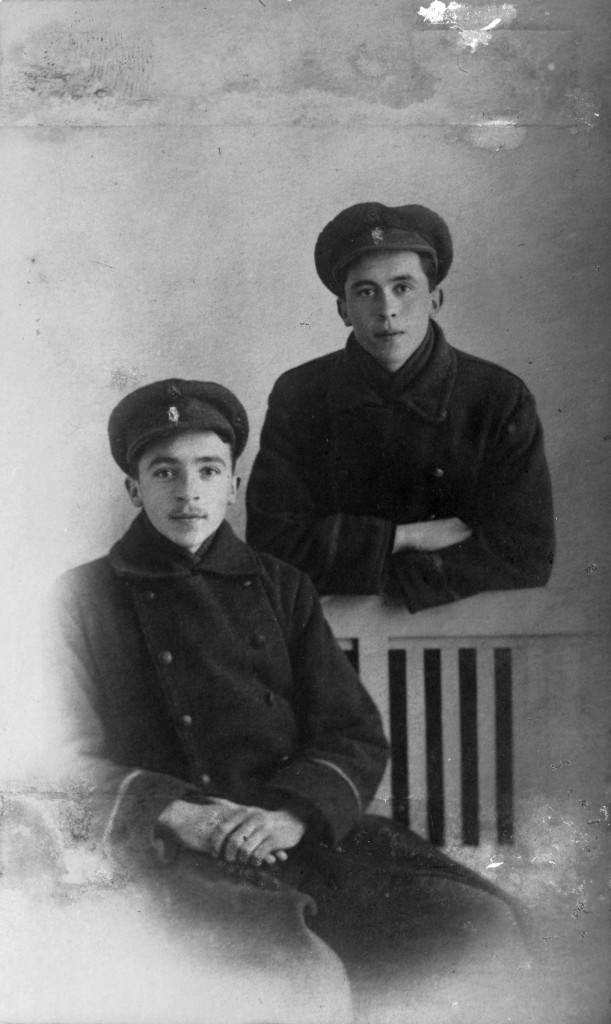
Edward et Frans Van Raemdonck (1916)

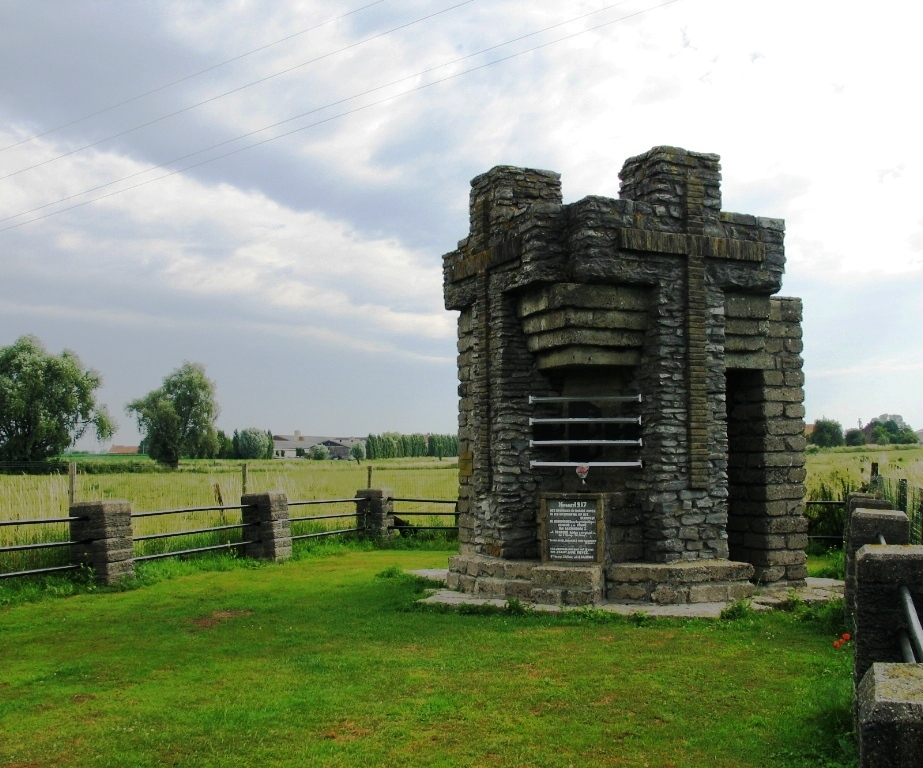
Monument dédié aux frères van Raemdonck

Les Frères Van Raemdonck (Edward et Frans), originaires de Tamise, sont, en Flandres, un symbole de fraternité. Ils furent tous les deux sergents dans la 6e compagnie du 24e régiment de Ligne, pendant la Première Guerre mondiale.
Edward et Frans furent tués dans la nuit du 25 au 26 mars 1917 pendant un assaut nocturne sur le Stampkot à Steenstrate. À cet endroit fut bâti ensuite un monument en blocs de béton provenant du Stampkot. Les frères sont à présent inhumés dans la tour de l'Yser.

## Un symbole pour leMouvement flamand
Une trêve d'une demi-heure dans le secteur où se trouvaient les corps fut proposée afin de pouvoir les recueillir et les inhumer avec les honneurs à Westvleteren mais elle fut rejetée par le général Louis Bernheim. Ce dernier aurait déclaré devant le général Mahieu :
« Je n'en vois pas la nécessité. D'ailleurs il s'est avéré que le plus jeune des deux était un flamingant. »
Ce à quoi le général Mahieu aurait répondu :
« En effet. »
Les corps restèrent donc dans le no man's land sans pouvoir être rapatriés. Le 13 avril, soit 19 jours après leur mort, les corps furent ensevelis dans un trou d'obus peu profond sur un terrain labouré par les bombardements. En septembre 1917, leurs corps furent également disloqués lors d'une offensive française.
Le texte du faire-part de décès, écrit par O. Dambre, mentionne les évènements suivants : 
« "In een rit op de eerste lijn van den vijand hadden beiden zich allerprachtigst gedragen. Onder een ijselijk bombardement keerden de mannen terug, na volbrachte taak. Tot aan den IJzer kwam Edward en keek met zijn vlammende oogen rond... Doch zijn broeder niet ziende op de plaats der afspraak weigert hij over den IJzer te komen, en de reeds volbrachte heldenfeiten zal hij nu spontaan bekronen met zijne ideale broederliefe. Te midden het afgrijselijkste kanonvuur gaat hij op zoek naar zijn broeder... Wat is er toen gebeurd? Achttien dagen nadien tusschen onze en de vijandelijke lijnen vond men beide in elkaars armen liggend voor eeuwig... dood." (Lors d'un déplacement en première ligne devant l'ennemi, ils se comportèrent de la manière la plus merveilleuse. Sous un terrible bombardement, la mission accomplie, ils s'en retournèrent. Edward arriva jusqu'à l'Yser et regarda autour de lui avec des yeux flamboyants... Mais son frère n'étant pas vu sur le lieu de rendez-vous, il refusa de traverser l'Yser et il couronna spontanément l'exploit déjà accompli de son idéal de fraternité...
Au milieu de terrifiants coups de feu, il va à la recherche de son frère... Que s'est-il donc passé ? Dix-huit jours plus tard, entre nos lignes et les lignes ennemies, ils furent découverts gisant dans les bras l'un de l'autre à jamais... morts.) »
L'image de l'héroïque amour fraternel jusqu'à la mort devint ainsi un symbole du Mouvement flamand. Durant des semaines, les journaux flamands y consacrèrent des articles emplis de piété. Un dessin de Joe English fit de l'intime amour fraternel une puissante icône.
En réalité, il semble que les frères furent tués ensemble avec un caporal wallon, Aimé Fiévez. En septembre 1917, l'endroit où ils étaient inhumés fut reconquis par les Belges. Les restes des trois hommes furent recueillis et de nouveau inhumés. En septembre 1918, leurs camarades placèrent sur place une croix de pierre, qui fut plus tard entourée d'une clôture en bois. En 1933, l'on construisit un nouveau monument et l'on déplaça la croix dans la tour de l'Yser. La pierre tombale originale fut finalement perdue dans le dynamitage de la Tour de l'Yser en 1946.

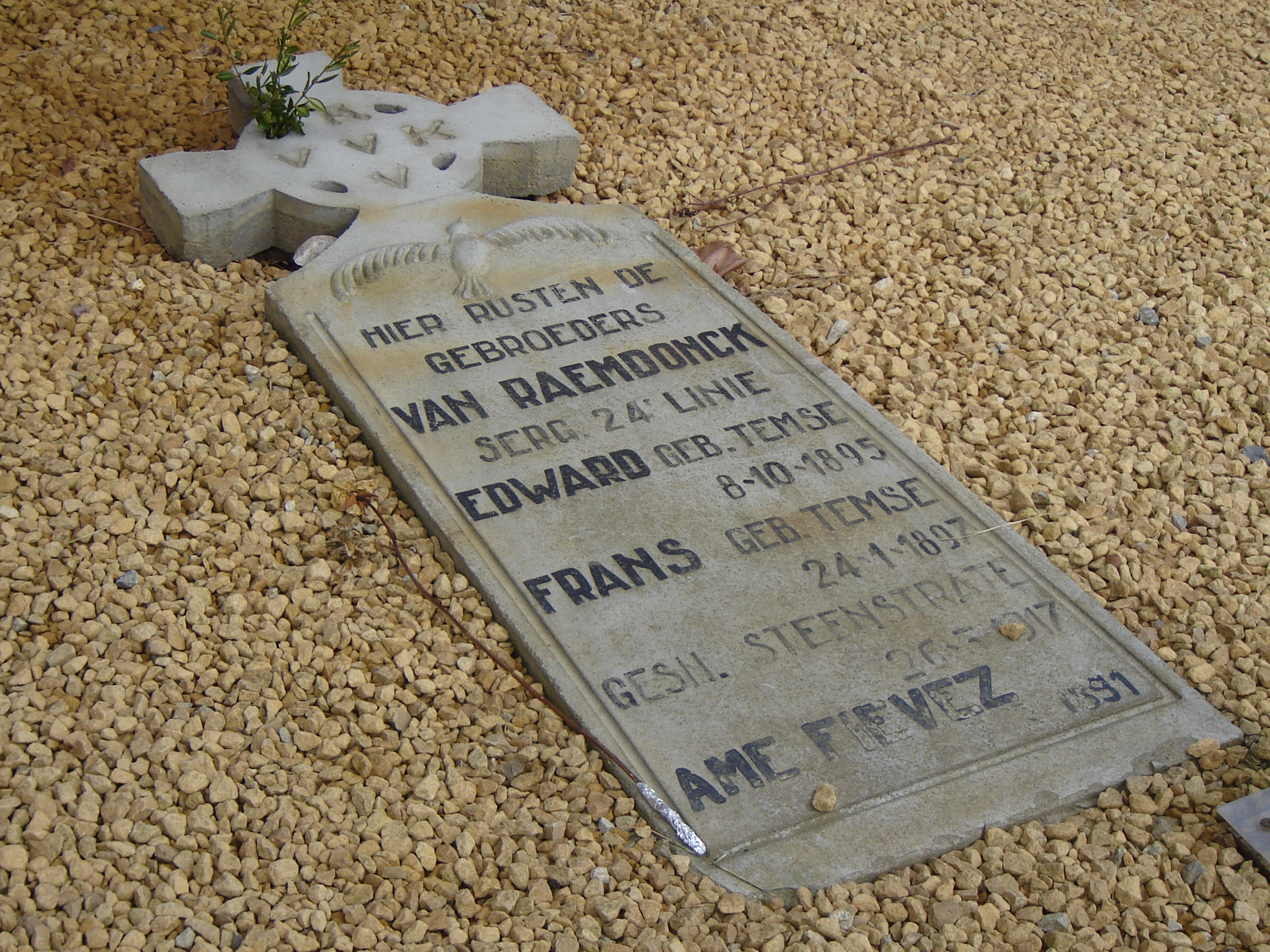
Pierre tombale dans la crypte de la Tour de l'Yser

Le 29 octobre 1919, la tombe fut ouverte dans le but de rapatrier les corps. On y découvrit quelques fragments non-identifiables et l'on décida alors de refermer directement la tombe. En 1924, la tombe fut rouverte sur ordre du commandement militaire. Les restes des deux frères et du caporal Fiévez furent placés dans un cercueil et inhumés dans le cimetière militaire belge de Westvleteren. Le 13 août 1932, le cercueil des trois soldats fut encore déterré et déposé une semaine plus tard dans la crypte de la Tour de l'Yser lors du 13e pèlerinage de l'Yser en compagnie de six autres soldats qui devinrent ainsi un symbole.

## Aimé Fievez
Aimé Fievez, né le 7 mars 1891 et décédé aux côtés des frères Raemdonck, le 26 mars 1917 est originaire de Calonne (Antoing). Soldat wallon, il fut longtemps ignoré des commémorations organisées à l'occasion du pèlerinage de l'Yser dont s'étaient saisi les nationalistes flamands. Lors de la 86e édition du pèlerinage, du 26 août 2012, la mémoire d'Aimé Fievez fut honorée au même titre que celle des frères Raemdonck, signe tangible de la volonté de rapprochement des deux communautés. À cette occasion, les extrémistes flamands se réunirent à quelques kilomètres de là pour la Veillée de l'Yser. La commémoration de l'Yser, se réunira, désormais, quant à elle, le 11 novembre pour saluer "nos poilus" morts pour la patrie durant la Grande guerre,.

## Sources
- (nl) Cet article est partiellement ou en totalité issu de l’article de Wikipédia en néerlandais intitulé « Gebroeders Van Raemdonck » (voir la liste des auteurs).
- Luc De Ryck, Terug naar niemandsland. De geschiedenis van de gebroeders Van Raemdonck: mythe en werkelijkheid, De Klaproos, Coxyde, 1997
- Karel de Schaepdrijver & Julius Charpentier, Vlaanderens Weezang aan den IJzer, 1918